# كارل هانسون
كارل هانسون (بالإنجليزية: Carl Hanson)‏ هو مدرس أمريكي، ولد في 1913، وتوفي في 1983.